# Sergen Yalçın

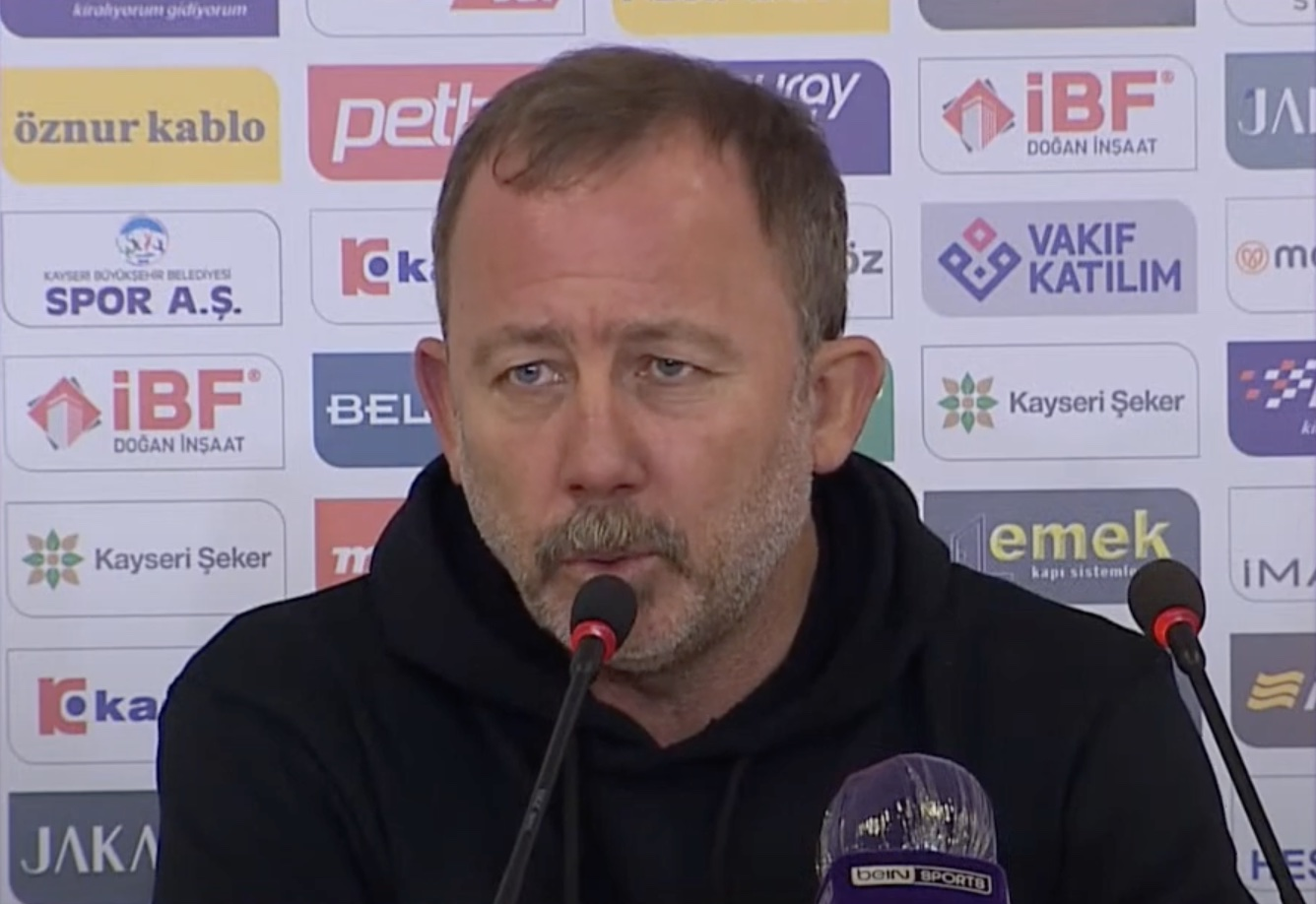
Sergen Yalçın

Ali Rıza Sergen Yalçın, född 5 oktober 1972 i İstanbul, Turkiet, är en turkisk före detta professionell fotbollsspelare (offensiv mittfältare) som mellan 1994 och 2003 spelade 37 matcher och gjorde 35 mål för det turkiska landslaget. Han deltog bland annat i EM 1996 och EM 2000.
Under klubblagskarriären spelade han bland annat 258 ligamatcher och gjorde 76 ligamål för Besiktas 1991-1997 och 2002-2006.

## Klubbar
- 1991-1996 :  Beşiktaş JK
- 1997-1999 :  İstanbulspor
- 1999-2000 :  Fenerbahçe SK
- 1999-2000 :  Galatasaray SK
- 2000-2001 :  Trabzonspor
- 2001-2002 :  Galatasaray SK
- 2002-2006 :  Beşiktaş JK
- 2006-2007 :  Etimesgut Şekerspor
- 2007-2008 :  Eskişehirspor